# Denkmäler der Volksrepublik China (Chongqing)
Die unten aufgeführte Tabelle bietet eine Übersicht sämtlicher Denkmäler der regierungsunmittelbaren Stadt Chongqing (Abk. Yu), welche auf der Denkmalliste der Volksrepublik China verzeichnet sind.
| Name                                                           | Beschluss | Kreis/Ort            | siehe (auch) | Bild |
| -------------------------------------------------------------- | --------- | -------------------- | --- | ---- |
| Balujun Chongqing banshichu jiuzhi 八路军重庆办事处旧址        | 1-28      | Chongqing shi 重庆市 | Dienststelle der 8. Marscharmee in Chongqing (von 1938 bis 1946 in den Ortschaften Hongyancun 红岩村 und Zengjiayan 曾家岩) (Chongqing)                                 |      |
| Beishan moya zaoxiang 北山摩崖造像                             | 1-45      | Dazu xian 大足县     | Felsskulpturen von Dazu (Beishan) (Kreis Dazu) |      |
| Baodingshan moya zaoxiang 宝顶山摩崖造像                       | 1-46      | Dazu xian 大足县     | Felsskulpturen von Dazu (Baodingshan) (Kreis Dazu) |      |
| "Zhong-Mei hezuosuo" jizhongying jiuzhi “中美合作所”集中营旧址 | 3-163     | Chongqing shi 重庆市 | Stätte des Konzentrationslagers der Sino-American Cooperative Organization (SACO-Gefängnisse der Chiang Kai-shek-Regierung in Zhazidong, Baigongguan u. a.) (Chongqing) |      |
| "Zhong-Mei hezuosuo" jizhongying jiuzhi “中美合作所”集中营旧址 | 3-163     | Chongqing shi 重庆市 | Stätte des Konzentrationslagers der Sino-American Cooperative Organization (SACO-Gefängnisse der Chiang Kai-shek-Regierung in Zhazidong, Baigongguan u. a.) (Chongqing) |      |
| Baiheliang tike 白鹤梁题刻                                     | 3-172     | Chongqing shi 重庆市 | Inschriften von Baiheliang (Chongqing) |      |
| Longgupo yizhi 龙骨坡遗址                                      | 4-1       | Wushan xian 巫山县   | Longgupo-Höhle (Fossilien-Fundstätte, frühestes Pleistozän) (Kreis Wushan)                                                                                              |      |
| Diaoyu cheng yizhi 钓鱼城遗址                                  | 4-55      | Hechuan shi 合川市   | Diaoyu-Festung (Mongolen-Dynastie) (Hechuan) |      |
| Gaojiazhen yizhi 高家镇遗址                                    | 5-102     | Fengdu xian 丰都县   | Gaojiazhen-Stätte (Paläolithikum) (Kreis Fengdu) |      |
| Zhang Huan hou miao 张桓侯庙                                   | 5-380     | Yunyang xian 云阳县  | Zhang-Fei-Tempel (Zhang Fei miao 张飞庙) (Kreis Yunyang) |      |
| Shibaozhai 石宝寨                                              | 5-381     | Zhong xian 忠县      | Shibaozhai (Kreis Zhong) |      |
| Dingfang que – Wuming que 丁房阙—无铭阙                        | 5-382     | Zhong xian 忠县      | Dingfang Que und Wuming Que (Han-Dynastie) (Kreis Zhong) |      |
| Guiyuan 桂园                                                   | 5-506     | Chongqing shi 重庆市 | Residenz des Generals Zhang Zhizhong (Chongqing) |      |
| Zhao Shiyan guju 赵世炎故居                                    | 5-507     | Youyang xian 酉阳县  | Ehemaliger Wohnsitz von Zhao Shiyan (Kreis Youyang) |      |
| Baidi cheng 白帝城                                             | 6-692     | Fengjie xian 奉节县  | Baidicheng (Kreis Fengjie) |      |
| Chongqing Hu Guang huiguan 重庆湖广会馆                        | 6-693     | Chongqing shi 重庆市 | Haus der Hu-Guang-Provinz in Chongqing (Chongqing) |      |
| Tongnan Dafo si moya zaoxiang 潼南大佛寺摩崖造像               | 6-851     | Tongnan xian 潼南县  | Skulpturen im Großen-Buddha-Kloster von Tongnan (Kreis Tongnan) |      |
| Laitan Erfo si moya zaoxiang 涞滩二佛寺摩崖造像                | 6-852     | Hechuan shi 合川市   | Felsskulpturen im Erfo-Kloster von Laitan (Hechuan) |      |
| Yangshi minzhai 杨氏民宅                                       | 6-1034    | Tongnan xian 潼南县  | Residenz der Familie Yang (Kreis Tongnan) |      |
| Zhongguo xibu kexueyuan jiuzhi 中国西部科学院旧址              | 6-1035    | Chongqing shi 重庆市 | Ehemalige Stätte der Westchinesischen Wissenschaftsakademie (Chongqing)                                                                                                 |      |
| Yucai xuexiao jiuzhi 育才学校旧址                              | 6-1036    | Hechuan shi 合川市   | Ehemalige Stätte der Yucai-Schule (gegr. 1939 von Tao Xingzhi) (Hechuan)                                                                                                |      |